# Approaching Normal
Approaching Normal é o quinto álbum de estúdio dos norte-americanos Blue October, lançado a 24 de março de 2009. Destaques para "Dirt Room" e "My Never".

## Faixas
1. "Weight Of The World" – 4:00
2. "Say It" – 3:35
3. "Dirt Room" – 3:21
4. "Been Down" – 4:16
5. "My Never" – 3:44
6. "Should Be Loved" – 3:59
7. "Kangaroo Cry" – 4:53
8. "Picking Up Pieces" – 4:20
9. "Jump Rope" – 3:18
10. "Blue Skies" – 3:42
11. "Blue Does" – 3:29
12. "The End" – 4:57